# N.E.C. in het seizoen 1972/73
Het seizoen 1972/1973 was het 19e jaar in het bestaan van de Nijmeegse betaaldvoetbalclub N.E.C. De club kwam uit in de Nederlandse Eredivisie en eindigde daarin op de negende plaats. Tevens deed de club mee aan het toernooi om de KNVB Beker, hierin werd in de finale verloren van NAC (0–2).

## Wedstrijdstatistieken

### Eredivisie
|       | Ajax  | FC Amsterdam | AZ '67 | FC Den Bosch '67 | Excelsior | Feyenoord | Go Ahead Eagles | FC Groningen | FC Den Haag-ADO | Haarlem | MVV   | NAC   | PSV   | Sparta | Telstar | FC Twente '65 | FC Utrecht |
| ----- | ----- | ------------ | ------ | ---------------- | --------- | --------- | --------------- | ------------ | --------------- | ------- | ----- | ----- | ----- | ------ | ------- | ------------- | ---------- |
| Thuis | 0 – 4 | 1 – 0        | 3 – 2  | 7 – 0            | 2 – 1     | 2 – 3     | 1 – 1           | 1 – 1        | 1 – 3           | 2 – 1   | 0 – 0 | 0 – 2 | 1 – 1 | 3 – 3  | 2 – 0   | 2 – 0         | 3 – 0      |
| Uit   | 4 – 0 | 1 – 1        | 0 – 0  | 0 – 1            | 1 – 1     | 1 – 0     | 0 – 1           | 1 – 1        | 1 – 0           | 1 – 1   | 2 – 0 | 1 – 0 | 2 – 0 | 2 – 2  | 3 – 1   | 2 – 0         | 2 – 0      |

### KNVB Beker
| 1e ronde                                         | N.E.C.                             | 1 – 0 (0 – 0) | Go Ahead Eagles |
| 10 december 1972 Plaats: Nijmegen Goffertstadion | Piet Kamps 89'                     |               |                 |
| 2e ronde                                         | N.E.C.                             | 2 – 0 (1 – 0) | SVV             |
| 28 januari 1973 Plaats: Nijmegen Goffertstadion  | Frans Thijssen 8', 52'             |               |                 |
| Kwartfinale                                      | N.E.C.                             | 1 – 0 (0 – 0) | Feyenoord       |
| 14 maart 1973 Plaats: Nijmegen Goffertstadion    | Cas Janssens 47'                   |               |                 |
| Halve finale                                     | AZ '67                             | 0 – 1 (0 – 1) | N.E.C.          |
| 4 april 1973 Plaats: Utrecht Galgenwaard         |                                    |               | 18' Piet Kamps  |
| Finale                                           | NAC                                | 2 – 0 (1 – 0) | N.E.C.          |
| 31 mei 1973 Plaats: Rotterdam Stadion Feijenoord | Stanley Bish 10' Addy Brouwers 75' |               |                 |

## Statistieken N.E.C. 1972/1973

### Eindstand N.E.C. in de Nederlandse Eredivisie 1972 / 1973
| Stand | Gespeeld | Gewonnen | Gelijk | Verloren | Punten | Doelpunten voor | Doelpunten tegen |
| ----- | -------- | -------- | ------ | -------- | ------ | --------------- | ---------------- |
| 9e    | 34       | 10       | 11     | 13       | 31     | 40              | 46               |

### Topscorers
| #      | Naam             | Goal |
| ------ | ---------------- | ---- |
| 1.     | Cas Janssens     | 18   |
| 2.     | Piet Kamps       | 7    |
| 3.     | Frans Thijssen   | 4    |
| 4.     | Chris Kronshorst | 3    |
| 5.     | Jan van Deinsen  | 2    |
| 5.     | Ad Mellaard      | 2    |
| 5.     | Jo Peters        | 2    |
| 8.     | Cees Kornelis    | 1    |
| 8.     | Jan Peters       | 1    |
| Totaal | Totaal           | 40   |

| #      | Naam           | Goal |
| ------ | -------------- | ---- |
| 1.     | Piet Kamps     | 2    |
| 1.     | Frans Thijssen | 2    |
| 3.     | Cas Janssens   | 1    |
| Totaal | Totaal         | 5    |